# Friedrich-Wilhelm Müller
Friedrich-Wilhelm Müller (Barmen, 29 agosto 1897 – Atene, 20 maggio 1947) è stato un generale tedesco.

## Biografia
Nel 1915 Müller si arruolò nel 2º reggimento fanteria tedesco e nello stesso anno divenne sottotenente nel 266º reggimento. Nel 1936 fu promosso maggiore, e nel 1940 divenne tenente colonnello e comandante del 105º reggimento fanteria. Nel 1941 gli fu conferita la Croce di Cavaliere e ricevette le fronde di quercia nel 1942 per le operazioni in Russia. nel 1943 partecipò allo Sbarco in Sicilia e alla Campagna d'Italia (1943-1945).
Fu responsabile dell'eccidio di Coo (4-7 ottobre 1943) e di quello di Lero, in cui rispettivamente 103 e 12 militari italiani furono trucidati.
Nel dopoguerra venne processato in Grecia per i crimini di guerra commessi a Creta e Coo durante l'occupazione tedesca, condannato a morte e giustiziato mediante fucilazione nell'anniversario dell'invasione dell'isola da parte dei tedeschi.